# Decaisnina triflora
Decaisnina triflora är en tvåhjärtbladig växtart som först beskrevs av Johan Baptist Spanoghe, och fick sitt nu gällande namn av Tieghem. Decaisnina triflora ingår i släktet Decaisnina och familjen Loranthaceae. Inga underarter finns listade i Catalogue of Life.